# فطر نفاث

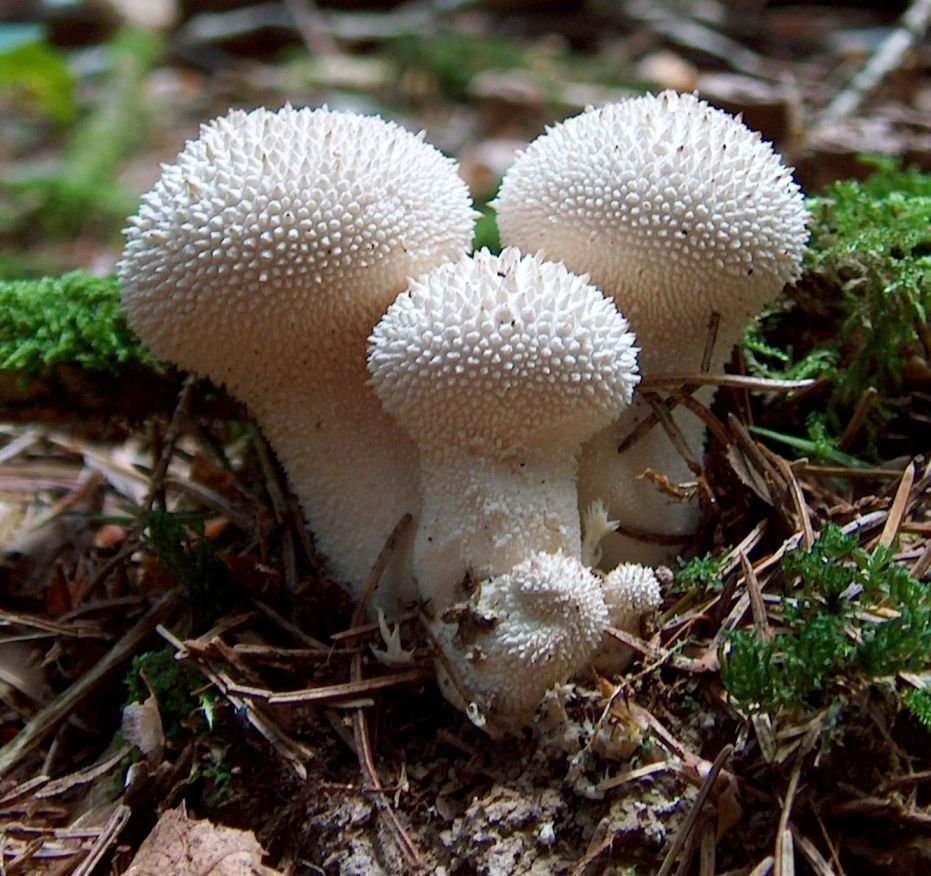
Lycoperdon perlatum

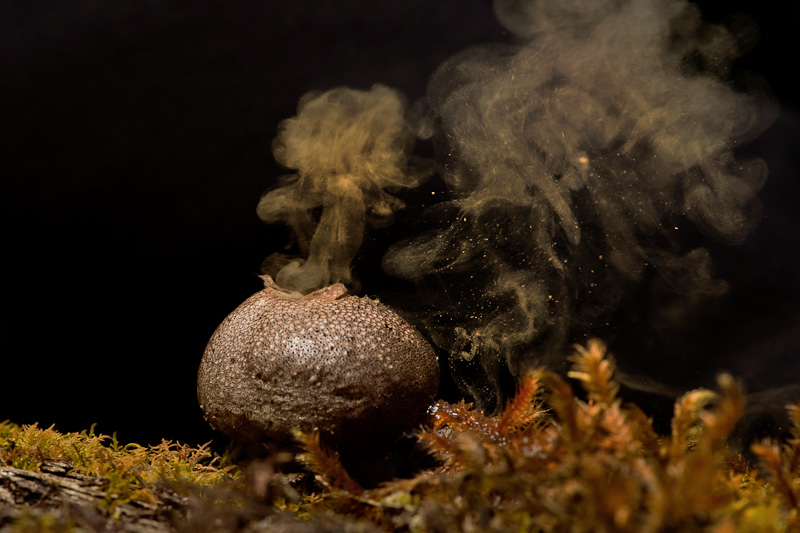
دخان من الابواغ يخرج من الفطر النفاث أو فقع الذئب

الفُطر النَّفّاث أو فُقْع الذِّئْب (جمع فَقْع أو فِقْع هو فِقَعَة) هو أي من المجاميع الفطرية في شعبة الدعاميات.

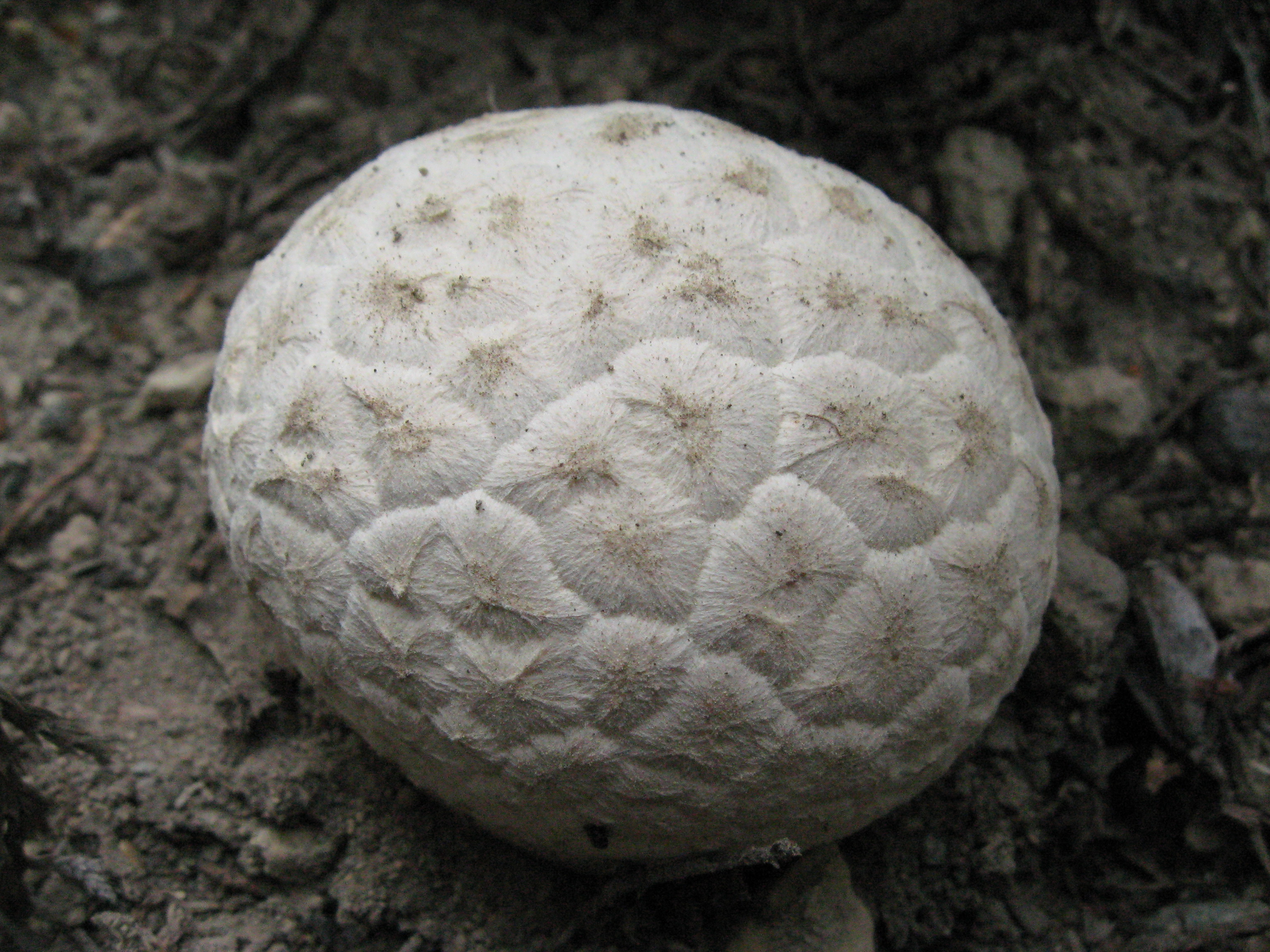
Calbovista subsculpta

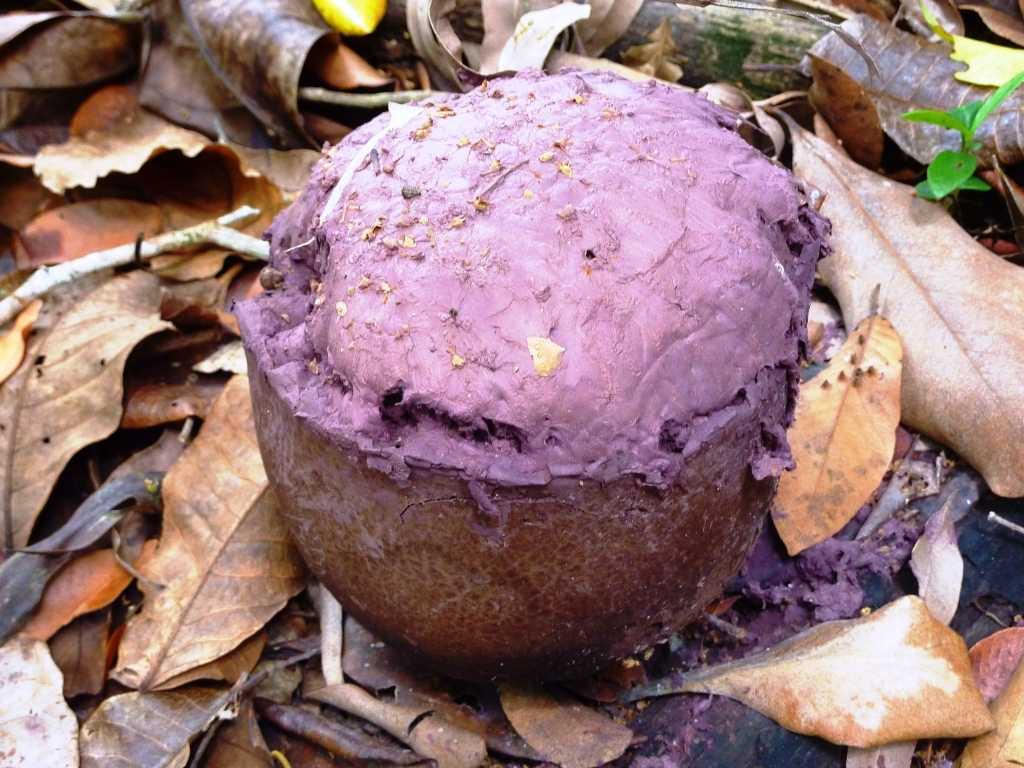
Calvatia cyathiformis

## الأنواع
- فِقَعَة الذئب الساقية:[4]
  - Battarrea phalloides
  - Calostoma cinnabarina) Stalked Puffball-in-Aspic) [5]
  - Pisolithus tinctorius
  - Tulostoma Simulans
- الفقعة الحقيقية:[4]
  - Bovista (متعددة)
  - Calvatia (متعددة)
  - Calvatia cyathiformis [5][6]
  - Calvatia gigantea [5][6] فطر نفاث ناضج
  - Calvatia booniana
  - Calvatia fumosa
  - Calvatia lepidophora
  - Calvatia pachyderma
  - Calvatia sculpta
  - Calvatia subcretacea
  - Calbovista subsculpta
  - Handkea utriformis
  - Lycoperdon candidum
  - Lycoperdon echinatum
  - Lycoperdon fusillum
  - Lycoperdon umbrinum
  - Scleroderma auratium
  - Scleroderma geaster
- الفقعة الكاذبة:[4]
  - Endoptychum agaricoides
  - Nivatogastrium nubigenum
  - عرجون
  - Rhizopogon rubescens
  - Truncocolumella citrina